# Torre Alfabética
La Torre Alfabética (en inglés: Alphabetic Tower, en georgiano: ანბანის კოშკი, romanizado: tr) es una estructura de 130 metros de altura en Batumi, Georgia que simboliza la singularidad del alfabeto y la nación georgiana. La estructura combina el diseño del ADN, con su familiar patrón de doble hélice. Dos bandas helicoidales se elevan por la torre sujetando las 33 letras del alfabeto georgiano, cada una de 4 metros de altura y hechas de aluminio.
En el medio del edificio hay un hueco de ascensor expuesto que conduce a la parte superior del edificio, en la cima de la estructura, donde se encuentra una colosal bola de plata.

## Desarrollo
La Torre Alfabética fue construida por la empresa española CMD Domingo y Lázaro Ingenieros (Alberto Domingo Cabo y Carlos Lázaro). La construcción comenzó el 10 de octubre de 2010 y el exterior de la estructura se completó en diciembre de 2011. La construcción del edificio costó 65 millones de dólares.

## Estructura

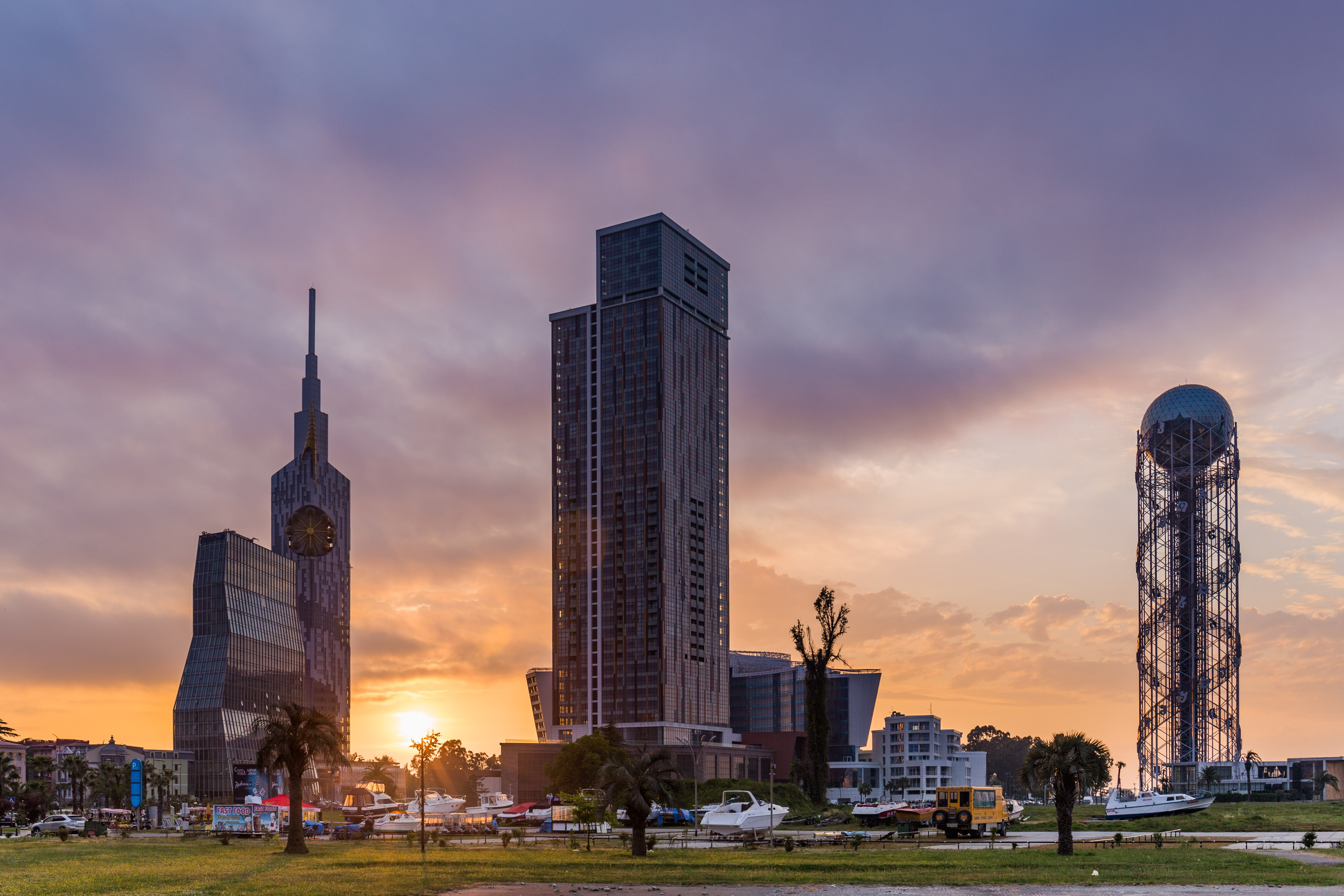
Torre alfabética vista a la derecha en el panorama de Batumi.

La torre está compuesta por once módulos de cerchas en voladizo de tubos de acero que componen dos cuerpos, el interior contiene el núcleo de comunicación con ascensores panorámicos y escaleras, el exterior que soporta toda la estructura y define la piel con los grandes personajes. Cada uno de los núcleos de 10,8 m están unidos por diafragmas en forma de estrella. En la parte superior se encuentra una esfera de vidrio formada por elementos triangulares fijados sobre perfiles de acero y sellados. La esfera consta de una estructura de sección circular hueca.
Este luminoso espacio alberga varias estancias, distribuidas en diferentes plantas dentro de la esfera.
El primer piso se llama "piso de transferencia". Se puede llegar a él por los dos principales ascensores panorámicos. Desde el piso de transferencia se pueden tomar otros ascensores que sirven a los todos los demás pisos.
El segundo piso alberga un estudio de televisión, junto a la cocina y el restaurante que se encuentra en el tercer piso, diseñado como un anillo giratorio. Este anillo, que gira alrededor de 360 grados en una hora, ofrece a los visitantes una vista panorámica de la ciudad y del mar Negro mientras degustan su comida. El cuarto piso ha sido concebido como plataforma de observación, para disfrutar de las vistas de alrededor de la Torre Alfabética. Este piso conduce al quinto, que está diseñado para permitir a los visitantes ver cómo funciona el amortiguador de masa sintonizado. El amortiguador de masa sintonizado es un dispositivo de cincuenta toneladas montado en estructuras para reducir la amplitud de las vibraciones mecánicas.

## Condición actual
Algunos medio reportaron que tras la construcción del edificio, su mantenimiento fue ignorado por las autoridades. A partir de 2014, se ha reportado que el ascensor estaba fuera de servicio e incluso se podían encontrar aves atrapadas en los pisos, aunque el sistema eléctrico del edificio en sí sigue en marcha y mantenía su condición nueva. En mayo de 2015, el Ayuntamiento de Batumi decidió arrendar la torre de 130 metros de altura a una empresa española durante los siguientes 20 años. El Ayuntamiento de Batumi gastaba 700.000 GEL al año en el mantenimiento de la torre. A partir de 2017, el restaurante vuelve a estar abierto para los visitantes.